# Leichtathletik-Länderkampf der Männer 1952 BR Deutschland – Schweiz
| 4. Leichtathletik-Länderkampf mit bundesdeutscher Beteiligung 1952 | 4. Leichtathletik-Länderkampf mit bundesdeutscher Beteiligung 1952 |               |
| ------------------------------------------------------------------ | ------------------------------------------------------------------ | ------------- |
| Ländervergleich der Männer:                                        |                                                                    |               |
| BR Deutschland – Schweiz                                           |                                                                    |               |
| Austragungsort                                                     | Augsburg                                                           |               |
| Wettbewerbe                                                        | 20                                                                 |               |
| Datum                                                              | 23./24. August 1952                                                |               |
| 1. FRG 2. SUI                                                      | 117 Punkte 097 Punkte                                              |               |
| Chronik                                                            |                                                                    |               |
| ← LUX-FRG (M)                                                      | FRG-SUI (F) →                                                      | FRG-SUI (F) → |

Im vierten Vergleich des Länderkampfjahres 1952 setzten Deutschlands Männer die Tradition der alljährlichen Länderkämpfe mit den Schweizer Athleten weiter fort. Schon im Vorjahr war diese durch den Zweiten Weltkrieg unterbrochene Tradition wieder aufgenommen worden. 1952 wurde die Veranstaltung am 23./24. August in Augsburg ausgetragen. Es war das neunzehnte Aufeinandertreffen der beiden Länder. Wie im letzten Jahr führten auch die deutschen Frauen gleichzeitig am selben Veranstaltungsort einen Vergleich mit den Leichtathletinnen aus der Schweiz durch.

## Wettbewerbe und Modus
Das Programm war mit zwanzig Disziplinen umfassend, die Veranstaltung wurde somit an zwei Tagen durchgeführt. Aus dem olympischen Wettbewerbskatalog fehlten nur der 3000-Meter-Hindernislauf, der Marathonlauf, und der Zehnkampf. Anstelle der bei den Olympischen Spielen angebotenen beiden Gehwettbewerbe wurde ein 10.000-Meter-Bahngehen ausgetragen. Gewertet wurde in den Einzelwertungen nach dem Standardsystem, in den Staffeln mit fünf zu drei Punkten.

## Ergebnis
Gegen ein bundesdeutsches Team, das in zahlreichen Disziplinen vor allem mit Athleten aus der zweiten Reihe antrat, hielten sich die Schweizer Sportler vor allem in den Laufwettbewerben diesmal sehr gut. Sie entschieden die drei Sprintstrecken von einhundert bis vierhundert Meter für sich, lagen in beiden Hürdenläufen vorn und gewannen beide Staffeln. Im technischen Bereich waren die Vertreter der Bundesrepublik Deutschland deutlich überlegen, die Schweizer siegten im Hoch- und Weitsprung, alle anderen technischen Disziplinen gingen an die Bundesrepublik. In der Gesamtwertung setzten sich die bundesdeutschen Leichtathleten zwar wieder durch, mit 117 zu 97 Punkten diesmal jedoch knapper als in allen Begegnungen zuvor.

## Resultate

### 100 m
| Platz | Athlet           | Land | Zeit (s) |
| ----- | ---------------- | ---- | -------- |
| 1     | Hans Wehrli-Frei | SUI  | 10,6     |
| 2     | Erich Fuchs      | FRG  | 10,7     |
| 3     | Franz Happernagl | FRG  | 10,7     |
| 4     | Campana          | SUI  | 10,9     |

Datum: 24. August

### 200 m
| Platz | Athlet             | Land | Zeit (s) |
| ----- | ------------------ | ---- | -------- |
| 1     | Hans Wehrli-Frei   | SUI  | 21,8     |
| 2     | Willy Eichenberger | SUI  | 22,0     |
| 3     | Heinz Kosina       | FRG  | 22,4     |
| 4     | Klaus Schick       | FRG  | 22,5     |

Datum: 23. August

### 400 m
| Platz | Athlet             | Land | Zeit (s) |
| ----- | ------------------ | ---- | -------- |
| 1     | Josef Steger       | SUI  | 48,8     |
| 2     | Helmut Dreher      | FRG  | 49,0     |
| 3     | Kurt Bonah         | FRG  | 49,6     |
| 4     | Willy Eichenberger | SUI  | 50,0     |

Datum: 24. August

### 800 m
| Platz | Athlet               | Land | Zeit (min) |
| ----- | -------------------- | ---- | ---------- |
| 1     | Urban Cleve          | FRG  | 1:53,0     |
| 2     | Georg Dengler        | FRG  | 1:55,0     |
| 3     | Johannes Baumgartner | SUI  | 1:55,8     |
| 4     | Karl Volkmer         | SUI  | 1:58,0     |

Datum: 23. August

### 1500 m
| Platz | Athlet      | Land | Zeit (min) |
| ----- | ----------- | ---- | ---------- |
| 1     | Rolf Lamers | FRG  | 3:52,2     |
| 2     | Karl Kluge  | FRG  | 3:52,6     |
| 3     | Heinz Thoet | SUI  | 3:53,2     |
| 4     | Fred Lüthi  | SUI  | 3:56,0     |

Datum: 24. August

### 5000 m
| Platz | Athlet         | Land | Zeit (min) |
| ----- | -------------- | ---- | ---------- |
| 1     | Herbert Schade | FRG  | 14:26,2    |
| 2     | Walter Müller  | FRG  | 15:10,6    |
| 3     | Pierre Page    | SUI  | 15:16,4    |
| 4     | Meinen         | SUI  | 16:08,8    |

Datum: 24. August

### 10.000 m
| Platz | Athlet            | Land | Zeit (min) |
| ----- | ----------------- | ---- | ---------- |
| 1     | Hermann Eberlein  | FRG  | 31:02,0    |
| 2     | Siegfried Steller | FRG  | 31:16,0    |
| 3     | Emil Schudel      | SUI  | 31:47,4    |
| 4     | G. Wiss           | SUI  | 33:27,0    |

Datum: 23. August

### 110 m Hürden
| Platz | Athlet            | Land | Zeit (s) |
| ----- | ----------------- | ---- | -------- |
| 1     | Oliver Bernard    | SUI  | 15,0     |
| 2     | Josef Kost        | SUI  | 15,1     |
| 3     | Günther Theilmann | FRG  | 15,1     |
| 4     | Wolfgang Doerfler | FRG  | 15,7     |

Datum: 24. August

### 400 m Hürden
| Platz | Athlet              | Land | Zeit (s) |
| ----- | ------------------- | ---- | -------- |
| 1     | Josef Kost          | SUI  | 54,8     |
| 2     | Oskar Scharr        | FRG  | 55,0     |
| 3     | Hans Schwarz        | SUI  | 55,1     |
| 4     | Hans-Jürgen Pichler | FRG  | 57,4     |

Datum: 23. August

### 4 × 100 m Staffel
| Platz | Besetzung      | Land                                                   | Zeit (s) |
| ----- | -------------- | ------------------------------------------------------ | -------- |
| 1     | Schweiz        | Hans Schwarz Kichenberger Campana Hans Wehrli-Frei     | 41,8     |
| 2     | BR Deutschland | Erich Fuchs Klaus Schick Heinz Kosina Franz Happernagl | 41,9     |

Datum: 23. August

### 4 × 400 m Staffel
| Platz | Besetzung      | Land                                                        | Zeit (min) |
| ----- | -------------- | ----------------------------------------------------------- | ---------- |
| 1     | Schweiz        | Willy Eichenberger Karl Epple Hans Wehrli-Frei Josef Steger | 3:17,2     |
| 2     | BR Deutschland | Kurt Bonah Oskar Scharr Georg Dengler Urban Cleve           | 3:17,4     |

Datum: 24. August

### 10.000 m Bahngehen
| Platz | Athlet        | Land | Zeit (min) |
| ----- | ------------- | ---- | ---------- |
| 1     | Rudolf Lüttge | FRG  | 50:16,4    |
| 2     | Widmann       | SUI  | 50:25,4    |
| 3     | Abby          | SUI  | 50:27,2    |
| 4     | Alfred Nord   | FRG  | 51:08,2    |

Datum: 23. August

### Hochsprung
| Platz | Athlet            | Land | Höhe (m) |
| ----- | ----------------- | ---- | -------- |
| 1     | Hans Wahli        | SUI  | 1,89     |
| 2     | Bernd Naumann     | FRG  | 1,86     |
| 3     | Hans-Jürgen Jenss | FRG  | 1,80     |
| 4     | Otto Grolimund    | SUI  | 1,75     |

Datum: 23. August

### Stabhochsprung
| Platz | Athlet            | Land | Höhe (m) |
| ----- | ----------------- | ---- | -------- |
| 1     | Julius Schneider  | FRG  | 3,90     |
| 2     | Max Wehrli        | SUI  | 3,80     |
| 3     | Karl-Heinz Thenee | FRG  | 3,80     |
| 4     | Korn              | SUI  | 3,60     |

Datum: 24. August

### Weitsprung
| Platz | Athlet         | Land | Weite (m) |
| ----- | -------------- | ---- | --------- |
| 1     | Wittmer        | SUI  | 7,03      |
| 2     | Heinz Klophaus | FRG  | 6,85      |
| 3     | Emil Steger    | FRG  | 6,76      |
| 4     | Sigg           | SUI  | 6,76      |

Datum: 23. August

### Dreisprung
| Platz | Athlet            | Land | Weite (m) |
| ----- | ----------------- | ---- | --------- |
| 1     | Werner Bodenhagen | FRG  | 14,13     |
| 2     | Stauffer          | SUI  | 13,88     |
| 3     | Fritz Portmann    | SUI  | 13,69     |
| 4     | Rudolf Waneck     | FRG  | 13,61     |

Datum: 24. August

### Kugelstoßen
| Platz | Athlet         | Land | Weite (m) |
| ----- | -------------- | ---- | --------- |
| 1     | Werner Theurer | FRG  | 14,86     |
| 2     | Willy Senn     | SUI  | 14,71     |
| 3     | Josef Hipp     | FRG  | 13,96     |
| 4     | Stocker        | SUI  | 12,97     |

Datum: 24. August

### Diskuswurf
| Platz | Athlet            | Land | Weite (m) |
| ----- | ----------------- | ---- | --------- |
| 1     | Josef Hipp        | FRG  | 46,40     |
| 2     | Gerhard Hilbrecht | FRG  | 43,73     |
| 3     | Paul Wyss         | SUI  | 41,66     |
| 4     | Stocker           | SUI  | 38,74     |

Datum: 23. August

### Hammerwurf
| Platz | Athlet       | Land | Weite (m) |
| ----- | ------------ | ---- | --------- |
| 1     | Karl Wolf    | FRG  | 56,68     |
| 2     | Roger Veeser | SUI  | 49,77     |
| 3     | Erwin Wöhrle | FRG  | 49,01     |
| 4     | Josef Hirsch | SUI  | 45,60     |

Datum: 23. August

### Speerwurf
| Platz | Athlet         | Land | Weite (m) |
| ----- | -------------- | ---- | --------- |
| 1     | Gerhard Keller | FRG  | 60,66     |
| 2     | Hermann Rieder | FRG  | 59,44     |
| 3     | Müller         | SUI  | 57,08     |
| 4     | Ernst Lüthy    | SUI  | 55,97     |

Datum: 24. August